# Graeme Bell (Jazzmusiker)
Graeme Emerson Bell AO MBE (* 7. September 1914 in Richmond, Victoria; † 13. Juni 2012 in Sydney) war ein australischer Jazzpianist, Komponist und Bandleader des Dixieland Jazz.

## Werdegang
Graeme Bell gründete 1943 in Australien ein eigenes Orchester, das erstmals außerhalb der USA den Versuch machte, im alten New-Orleans-Stil zu spielen. Bell reiste 1947 zum Jugendfestival nach Prag und tourte danach mit seinen „All-Stars“ durch die Tschechoslowakei, sowie durch die Niederlande, Belgien, Frankreich und Großbritannien, wo sein Orchester fast ein Jahr blieb und auf die dortige Revival-Bewegung starken Einfluss ausübte.
In den 1950er Jahren hatte er mehrere Orchester, mit denen er durch Australien und mehrmals durch Europa (1950–1952) tourte. 1951 entstand ein Album, Graeme Bell and his Australien Jazz Band, im selben Jahr auf Jasmine Records ein Album mit dem Bluessänger Big Bill Broonzy.
Im Jahr 1973 spielte Graeme Bell die Rolle des Erzählers in der australischen Produktion der Rockoper Tommy. 1993 trat er mit seinem alten Freund Humphrey Lyttelton beim Edinburgh Jazz & Blues Festival auf. Sein Abschiedskonzert 2008 erschien auf CD.

## Ehrungen und Auszeichnungen
Bell Bell wurde 1978 mit dem Order of the British Empire wegen seiner „wertvollen Dienste für den Jazz“ ausgezeichnet; wegen seiner „Verdienste um die Musik, insbesondere um den Jazz“ erhielt er 1990 den Order of Australia im Offiziersrang. 1997 wurde er mit der Aufnahme in die ARIA Hall of Fame geehrt.